# Космическа технология
Космическа технология е технология, която е свързана с влизането и връщането от космоса на обекти и живи форми.
Иначе възприемани като всекидневни технологии като прогноза за времето, дистанционни изследвания, глобална система за позициониране, сателитна телевизия и някои системи за далечна комуникация разчитат в основна степен на космическа инфраструктура.